# 로이 채프먼 앤드루스

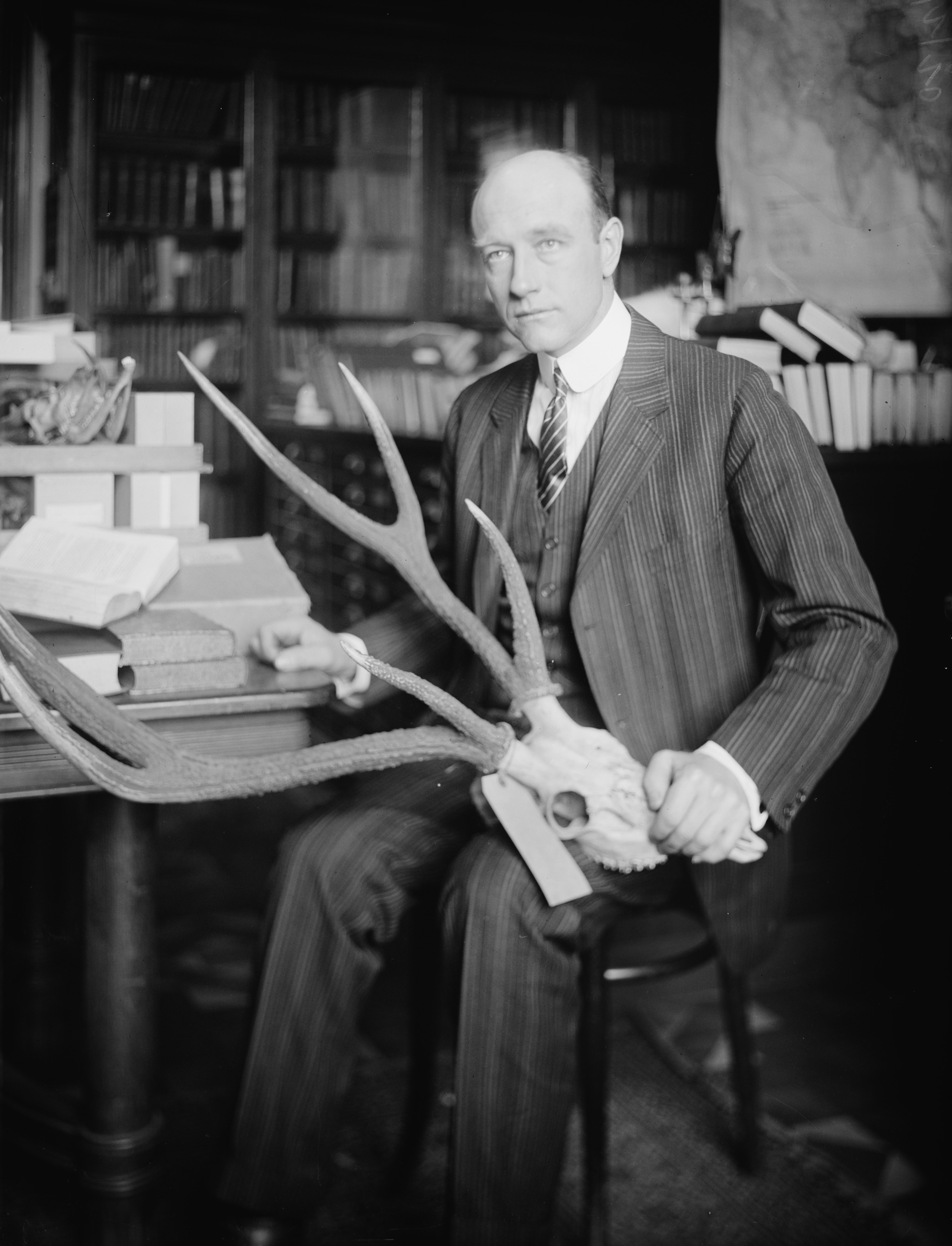
로이 채프먼 앤드루스

로이 채프먼 앤드루스(Roy Chapman Andrews, 1884년 1월 26일- 1960년 3월 11일)는 미국의 탐험가, 고고학자이다. 1912년 일제 강점기 조선의 경상남도 울산에서 귀신고래를 연구한 것을 비롯해 많은 탐험을 하였다. 20 세기 초반 고비 사막과 몽골 등 중국에 대한 탐사에서 주도적인 역할을 했고, 미국 자연사 박물관 관장을 역임했다. 이 탐사를 통해 처음 공룡 알 화석이 발견 돼 박물관에 전시되었다. 그는 탐사 도중 여러 번 위기 상황을 겪었고 그 일화가 지금도 전해지고 있는데, 고래, 상어, 비단뱀, 늑대, 도적이나 중국 병사에게 습격당한 적도 있었다. 이러한 일화는 인디아나 존스의 에피소드로도 만들어졌다.

## 성장기
1884년 1월 26일 위스콘신 벨로잇에서 태어났다. 어린 시절부터 숲, 들판, 물 등을 탐구하고 사격 실력을 닦았다. 또한 독학으로 박제의 기술을 익혀 그 기술로 번 돈으로 벨로잇 대학의 학비를 충당했다. 1905년 5월 31일, 대학 2학년 때 좋지 않은 날씨에 락 리버에서 친구들과 래프팅하다가 배가 전복되어 친구 몬티 화이트가 사망하는 일이 있었다. 대학을 졸업한 후 박제 제작으로 모은 돈으로 뉴욕으로 와 미국 자연사 박물관 일자리에 지원했다. 앤드류는 박제 부문의 연구원으로 일자리를 얻고 전시를 위해 다양한 수종을 수집했다. 몇 년 동안 그는 연구에 힘써, 컬럼비아 대학에서 포유류 석사 학위를 얻었다.

## 경력
1909년부터 1910년까지 앤드류는 미국 해군 의 USS 알바트로스호를 타고 서인도 제도를 방문, 뱀과 도마뱀의 채집 및 해양 포유 동물의 관찰을 실시했다. 그는 1914년에 Yvette Borup와 결혼했다. 1916년부터 1917년까지 앤드류 부부는 윈난성 남서부를 시작 중국 각지를 방문하여 아시아 지역의 포유류를 수집했다. 이때의 탐구는 저서 Camps and Trails in China 에 포함되어있다.
1920년 그는 닷지 자동차를 타고 베이징에서 서쪽으로 이동하는 몽골 탐험 계획을 세웠다. 1922년 탐험대는 뿔없는 거대한 크기의 일종 인 인도 리 인두 리움 의 화석을 발견했다. 이 화석은 박물관에 보내져 12월 19일에 도착했다.
1923년 6월 13일 탐험대는 세계 최초로 공룡 알 화석을 발견했다. 처음에는 각 룡류 의 프로토 것이라고 생각되고 있었지만, 1995년 수각류 중 하나인 오비 랍 토르의 것이라고 확인되었다. 또한 월터 그랜저는 백악기 지층에서 두개골 화석을 발견했다. 1925년, 박물관은 발견된 두개골은 포유류의 것으로 매우 드문 가치있는 것이라는 보고 편지를 탐험대에게 보냈다. 이 지역의 탐험은 1926년부터 1927년까지 중단되었다. 1928년에 발견된 화석이 중국 정부에 압수되었지만 이후에 반환되었다. 1929년의 탐험은 중단되고 1930년의 마지막 탐험에서 그는 마스토돈의 화석을 발견했다.(앤드류의 첫 탐험 후 60년이 지난 다음에야 몽골 정부의 요청에 따라이 이 화석은 미국 자연사 박물관 몽골에 반환되었다.) 1930년 말 그는 미국에 돌아가 2 명의 아이를 낳았고 아내와는 이혼했다. 1924년 베이징에서 태어난 아들 케빈 앤드류스는 나중에 고고학자가 되었고 그리스에 귀화했으며, 그리스 내전에 관한 인상적인 회고록을 남겼다.
1908년 앤드류는 결성 4년째였던 뉴욕 탐험 클럽에 가입하고 1931년부터 1934년까지 부장을 지냈다. 1934년 그는 미국 자연사 박물관의 관장으로 취임했다.

## "인디아나 존스"와의 연관성
미국 자연사 박물관의 더글라스 프레스톤은 아래와 같이 기술했다.
앤드류는 인디아나 존스의 영화 캐릭터의 실제 인물이라고 알려진 사람이다. 앤드류는 완성된 무대의 주인이었다. 그는 이미지를 창조했고 마지막까지 완벽하게 그렇게 살았다.-그의 갑옷에는 빈틈이 없었다. 로이 챔프만 앤드류는 유명한 탐험가, 공룡 사냥꾼, 전형적인 앵글로-색슨 역천사, 명사수, 몽고 산적과 싸운 전사 그리고 극도로 멀리 떨어진 어떤 곳을 언급할 때 "외몽고"라는 은유법을 창조한 사람이다.

비록 몇몇 기록들이 앤드류가 인디아나 존스에 영감을 주었다고 추측하지만, 조지 루카스나 다른 영화 제작자 들도 이것을 확인해준 적이 없다. 코넬 퍼시 포셋을 포함한 다른 후보자들도 제안된다. 120 페이지 분량의 영화 줄거리 회의에는 앤드류가 언급되지 않았다. 스미소니안 채널의 어떤 분석가는 루카스와 그의 동료 작가에게 영감을 준 1940년대와 1950년대 어드벤쳐 영화 주인공 모델 역할로 앤드류(그리고 다른 탐험가)와 연관은 직접적이지 않다고 결론지었다.